# Örserums IK
Örserums Idrottsklubb, bildad 5 april 1936, är en idrottsklubb i Örserum i Jönköpings kommun i Sverige. Klubben har sektioner inom fotboll, triathlon, gymnastik, motion, skidor, bordtennis och skridskor. Klubben arrangerade svenskt mästerskap i olympisk distans i triathlon den 19 augusti 2006. Seniorlaget i fotboll spelar i division 5 Gränna.